# Straatdeuntje
Straatdeuntje – utwór belgijskiego wokalisty i gitarzysty Bobbejaana Schoepena, nagrany w 1957 roku i napisany przez Harry’ego Frekina i Erica Franssena. Singiel reprezentował Belgię podczas 2. Konkursu Piosenki Eurowizji w tym samym roku.
Podczas konkursu, który odbył się 3 marca 1957 roku, utwór został wykonany jako pierwszy w kolejności i ostatecznie zdobył 5 punktów, plasując się na ósmym miejscu finałowej klasyfikacji. Dyrygentem orkiestry podczas występu był Willy Berking. 
Utwór został umieszczony na dwóch albumach kompilacyjnych – Groeten Uit Lichtaart - Volume 2 (z 2001 roku, nową aranżację stworzył Glen Powell) i Schoepena Songs from the World of Bobbejaan (2010).